# 帶水縣
帶水縣是唐代播州所屬的一個羈縻縣，貞觀十四年（640年）改柯盈縣置。其轄地在今重慶市綦江縣，貴州桐梓縣一帶地方 。宋代仍置，屬播州。在今綏陽縣。